# Isononanol
Isononanol (abgekürzt INA für Isononanolalkohol) ist der Trivialname eines Gemisches von isomeren chemische Verbindungen aus der Gruppe der primären C9-Alkohole.

## Zusammensetzung
INA besteht hauptsächlich aus 3,5,5-Trimethyl-1-hexanol, isomeren Dimethyl-1-heptanolen und isomeren Methyl-1-octanolen (z. B. 7-Methyloctan-1-ol). Die genaue Zusammensetzung schwankt je nach den verwendeten Ausgangsstoffen, dem angewendeten Herstellverfahren, den Reaktionsbedingungen und der Methode der Aufreinigung.

3,5,5-Trimethylhexan-1-ol
7-Methyloctan-1-ol

## Gewinnung und Darstellung
Isononanol wird durch Hydroformylierung eines C8-reichen Olefingemisches gewonnen.
Die weltgrößte INA-Anlage mit einer Kapazität von 400.000 t betreibt Evonik im Chemiepark Marl. Im Oktober 2015 haben die BASF und Sinopec eine 180.000-t-Anlage in Maoming eröffnet, die von einem Joint Venture (BASF MPCC Company Limited) betrieben wird.

## Eigenschaften
Die Eigenschaften des Gemischs, einer farblosen Flüssigkeit mit schwachem Geruch, weisen aufgrund der unterschiedlichen Zusammensetzung eine Schwankungsbreite auf. 
Der Schmelzpunkt liegt unterhalb von −50 °C, der Siedepunkt bei 195–203 °C, der Dampfdruck beträgt 0,03 hPa (20 °C). INA ist sehr schwer löslich in Wasser (0,24 g·l−1 bei 25 °C).

## Verwendung
INA wird als Rohstoff für die Herstellung von Diisononylphthalat (DINP) verwendet. Dieser Phthalatweichmacher mit einer höheren Molmasse als DEHP oder DIDP hat ein besseres toxikologisches Profil als die letztgenannten.